# 朝日號戰艦
朝日号战列舰（日語：朝日）是19世纪末大日本帝國海軍订造的前無畏艦，因国内造船设施和技术不足而在英国设计建造。朝日号开回日本后很快选为常备舰队旗舰，1904至1905年参与日俄战争所有大型海战，在黄海海战和对马海峡海战受轻微损伤。第一次世界大战期间朝日号没有参与战斗，仅在1918年日军干涉俄国内战时运兵。
1921年划为岸防舰两年后，朝日号因《华盛顿海军条约》限制解除武装，此后用作训练船和潛水母艦，还一度改造为潜艇打撈营救船直到1928年划入预备役。中国抗日战争爆发后，朝日号于1937年末重新服役，用于运兵。1938年改造成修理舰，同年至1941年先后进驻日军占领的上海市、以及法屬印度支那金兰湾。1942年初朝日号在日占新加坡修理受损的輕巡洋艦，计划五月回国，但在开往吳市途中被美國海軍鲑鱼号潜艇击沉，大部分船员生还。

## 背景
大日本帝國海軍一度信奉綠水學派海军思想，注重成本低廉的魚雷艇和破交战（Commerce raiding），对抗造价昂贵的重型装甲船。1894至1895年的甲午战争促使日本海军认定綠水學派思想站不住脚，为此在1896年初出台十年海军建设计划，推动舰队扩张和现代化，为将来的武力对抗打基础，计划核心包含战列舰与装甲巡洋舰各六艘，人称“六六艦隊”。中国政府在甲午战争失利后赔款三千万英镑，日军舰队的建设资金由此而来。日本此时的造船技术和设施尚不足以建造战列舰，朝日号就像之前的富士级和敷島級戰艦一样是从英国订造，“六六舰队”所需的剩下几艘战列舰也不例外。朝日号属日本1897年海军计划项目，苏格兰克萊德班克的克莱德班克工程造船公司（Clydebank Engineering & Shipbuilding Company）承建，是英国建造的第五艘日本战列舰。

## 设计与规格

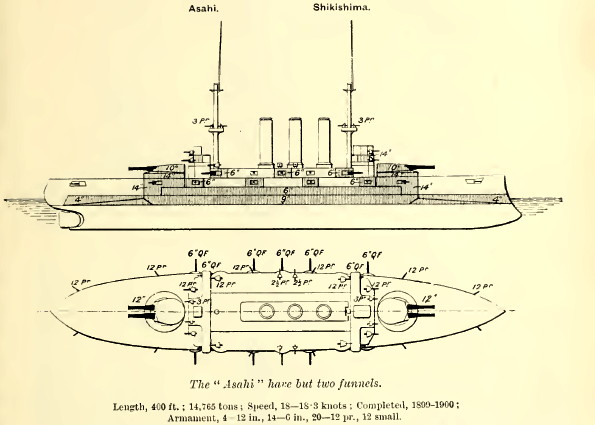
1915年《布拉西海军年鉴》上的敷島級戰艦与朝日号战列舰右立面和甲板平面图，但朝日号实际只有两个烟囱

朝日号是在英國皇家海軍可畏级战列舰（Formidable-class）基础上略加改进而成，新增两门152毫米舰炮。该舰全长129.6米，全宽22.9米，正常负载吃水深度8.3米，排水量15400吨。舰身采用双层船底，分出55个水密隔舱，舰体还分成223个水密隔舱。朝日号曾是旗舰，包括司令参谋在内的全艇官兵约为773人。
朝日号采用25台贝尔维尔锅炉生成1703千帕工作压力的蒸汽，驱动两台各带一条传动轴的汉弗莱斯-坦南特（Humphrys Tennant）三胀往复式蒸汽机（Triple-expansion steam engine）。蒸汽机采用正压通风，额定功率1.1万千瓦，设计最高速度18节（每小时33公里），不过朝日号1900年3月23日试航时以12181千瓦功率达到18.3节航速（每小时33.9公里）。舰上最多载煤2032吨，能以10节（每小时19公里）航速巡航9000海里。舰上配有三台蒸汽驱动的4.8千瓦电动发电机。
朝日号的主炮与日本前几艘战列舰相同，是两座双联装砲塔安装的四门埃尔斯维克军械公司40倍徑305毫米舰炮，炮塔分列上层建筑前后。舰炮采用液压动力，可在任何横移角度装弹，但需采用+13.5度固定仰角。各炮座都能横向转动240度，能以每秒730米炮口初速发射386公斤弹丸。
舰上副炮包括炮廓（Casemate）上的14门单装40倍径152毫米速射炮，其中八门位于主甲板，六门在主甲板上方的上层建筑，以每秒700米炮口初速发射45公斤弹丸。为防鱼雷艇袭击，舰上配有20门单装76.2毫米12磅12英担速射炮，以每秒719米炮口初速发射5.7公斤弹丸。朝日号另有八门单装47毫米3磅舰炮和四门单装47毫米2.5磅舰炮，3磅炮装在上层建筑，以每秒587米炮口初速发射1.45公斤弹丸；2.5磅炮装在桅楼上，以每秒430米炮口初速发射1.1公斤弹丸。此外舰上还有四具水下450毫米鱼雷管，两舷侧各一对。
朝日号水线装甲带采用2.44米高的哈维装甲（Harvey armor），正常负载时有1.11米高于水线，以舰中间68.28米的位置最厚，达229毫米。舰首尾的装甲厚102毫米，由炮座间152毫米的弦侧装甲覆盖。炮座装甲厚356毫米，距上方的弦侧装甲只有254毫米。炮座罩前方有254毫米装甲保护，两侧装甲152毫米，上方38毫米。连接炮座与侧面装甲的对角水密艙壁厚305至356毫米，但在下层甲板位置减至152毫米。保护副炮的炮廓正面装甲厚152毫米，后方是51毫米厚的装甲板。平坦位置的甲板装甲厚64毫米，向下倾斜至舰侧的位置厚102毫米。保护司令塔的装甲厚356毫米。
朝日号配有24倍伸缩式照準器，还与同期其他日本战列舰一样配有四台有效测距7300米的巴尔和斯特劳德（Barr and Stroud）FA3双象测距仪。

## 建造和服役

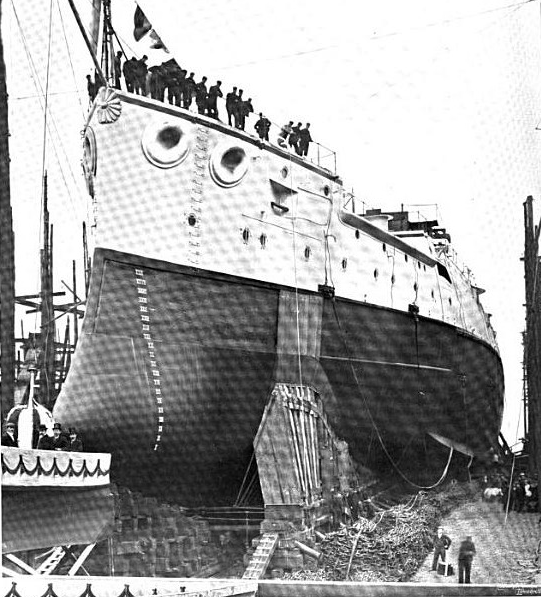
下水前不久的朝日号

“朝日”意为“旭日”，选自日本和歌颇富诗意的名词。1898年8月1日，苏格兰克萊德班克的克莱德班克工程造船公司铺下朝日号龙骨，战列舰交付前该司被约翰·布朗公司收购。该舰于1899年3月31日下水，1900年7月31日交付，因出海试航时在南海城近海擱淺需到朴茨茅斯修复舰底导致推迟约三个月交付。交付当天朝日号便离开英格兰，同年10月23日抵达橫須賀市。1901年5月22日，朝日号划为常备舰队旗舰，1903年12月28日聯合艦隊重建之际划入第一舰队第一战队。
日俄战争爆发之际，舰长山田彦八海军大佐带领朝日号加入第一舰队第一战队。1904年2月9日，东乡平八郎海军中将率第一舰队偷袭旅顺口近海停泊的俄国太平洋舰队，拉开旅顺口海战序幕。东乡平八郎对之前出动驱逐舰夜间偷袭寄予厚望，希望俄军陷入严重混乱、实力大减，但实际效果远没这般理想，俄军已经做好面对日军战列舰与巡洋舰来袭的准备。俄军博雅林号（Boyarin）防护巡洋舰巡逻时发现日本军舰并向防御单位示警，东乡平八郎决定用主炮攻击对方沿海防御，副炮和敌舰交手。事实证明分散火力决策失误，日军的203毫米和152毫米舰炮对俄国军舰损伤很小，对方把所有火力向日本舰船集中。双方都命中对手大量军舰，但东乡平八郎铩羽而归时日军已伤亡60人，俄军仅17人。战斗期间没有火力命中朝日号。

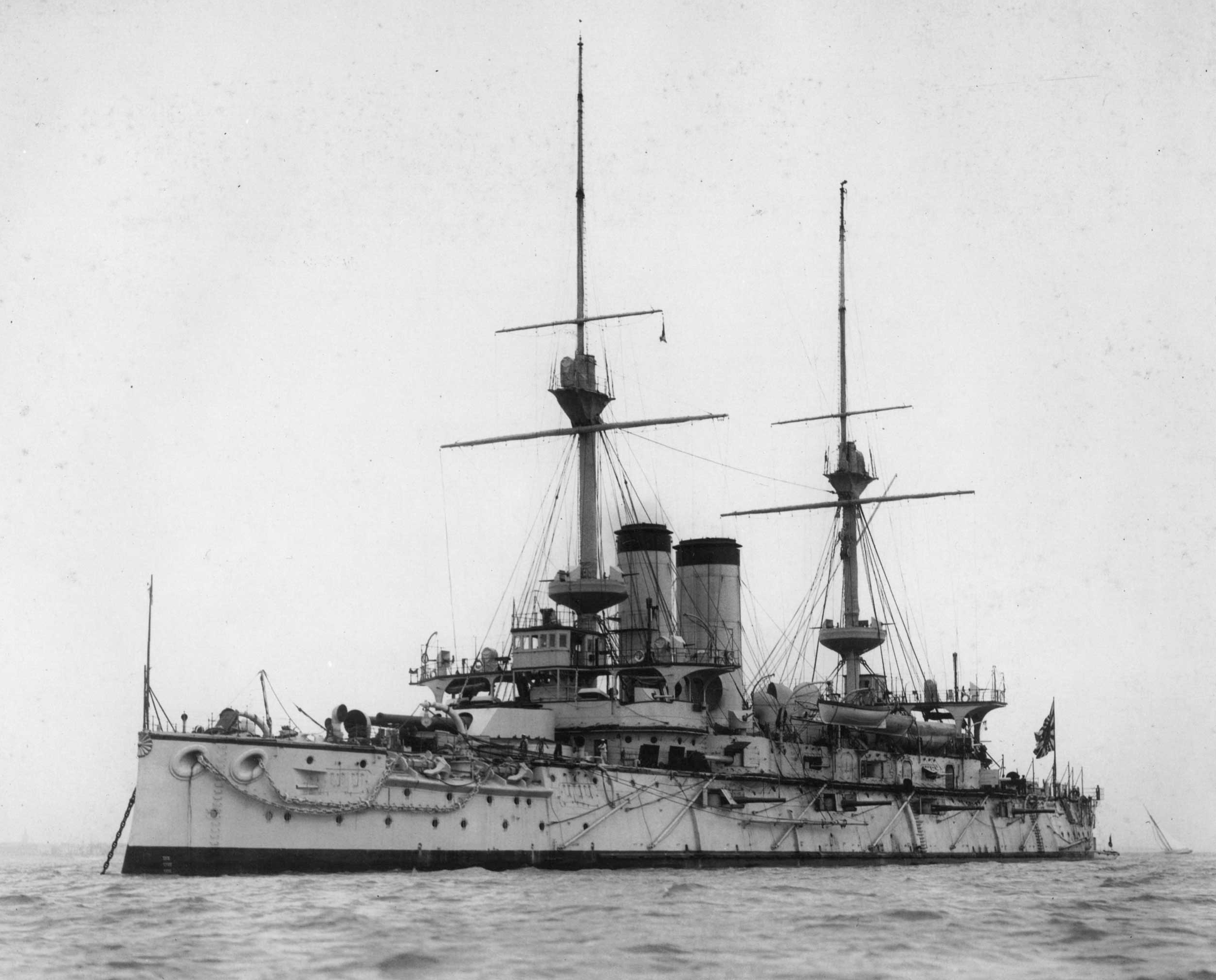
1900年7月交付之际的朝日号

4月13日，东乡平八郎引出斯捷潘·马卡罗夫海军中将旗舰彼得罗巴甫洛夫斯克号战列舰等俄军舰只，朝日号参与行动。马卡罗夫发现第一战队的五艘战列舰后掉头逃回旅顺口，但彼得罗巴甫洛夫斯克号撞上日军前一晚布下的水雷并引爆弹药库，该舰在两分钟内沉没，马卡罗夫等677名官兵丧生。大胜的东乡平八郎又开始远距离轰炸，促使俄军大量布雷，一个月后炸沉日军两艘战列舰。
8月10日，舰长野元纲明上校带领朝日号投身黄海海战，在日方战列线排行第二，仅次于三笠號戰艦，也是俄军主要打击目标。俄军305毫米炮弹命中朝日号导致两人受伤，后方炮塔两门305毫米主炮因炮弹在炮管提前爆炸损坏。朝日号集中火力攻击波尔塔瓦号战列舰与皇太子號戰列艦，但炮弹未能打穿装甲或在撞击时爆炸，对俄舰破坏不大。不过，朝日舰两枚305毫米炮弹命中皇太子号艦橋，俄军舰队司令威廉·维特捷夫特海军少将、两名参谋及舰上军需官丧生，堪称致命一击。残骸将该舰舵轮卡在左舷，随后减速直到停止，其他俄军舰艇彻底陷入混乱。副司令帕维尔·乌赫托姆斯基（Pavel Ukhtomsky）亲王海军少将最终指挥残部退出旅顺口。两个月后，朝日号于10月26日在封鎖旅顺口近海时撞到水雷导致严重受损，1904年11月到1905年4月都在佐世保海军工厂维修。此时远东的俄国海军基本被日军全歼，被迫调来的波羅的海艦隊要到1905年5月抵达。

### 对马海峡海战
1905年5月27日，朝日号再度跟随三笠号投身对马海峡海战，对抗俄罗斯第二和第三太平洋舰队。14点10分三笠号向俄军旗舰苏沃洛夫亲王号战列舰（Knyaz Suvorov）开火，朝日号与吾妻號裝甲巡洋艦随即加入。日本军舰在一小时内就令苏沃洛夫亲王号燃起大火，舰队司令齐诺维·罗杰斯特文斯基海军中将重伤，击毁舰后方的305毫米炮塔，还把舰舵卡死导致旗舰脱离队形。俄方起初集中火力攻击三笠号，朝日号未受损伤。东乡平八郎指挥日本军舰从俄国军舰前方或后方经过，利用舰侧密集火力攻敌，对方只能用舰首或舰尾火力还击。苏沃洛夫亲王号的船舵修好时已混在两军舰队中遭反复炮击，损伤严重。海战后期朝日号基本与博罗季诺号战列舰（Borodino）和鹰号战列舰交手，其中博罗季诺号战列舰被富士號戰艦命中导致弹药库爆炸后沉没。朝日号此役共发射142发305毫米炮弹，是双方参战舰艇之最。舰身战斗期间中弹六次，但没有严重破坏。舰上七名官兵丧生，五人重伤，19人轻伤。日军此役共损失110人，590人受伤，与俄方相比堪称大获全胜，四艘俄军战列舰被俘后纳入日本海军。
英国皇家海军根据英日同盟关系派威廉·帕克纳姆（William Pakenham）海军上校登上朝日号，观摩并纪录对马海峡海战期间的日军表现。他就在朝日号缺乏掩护的后甲板（Quarterdeck）上记录战斗过程，以第一手文献向西方世界证实日军训练和战术超群，将日本此役大胜广而告之。

### 后期

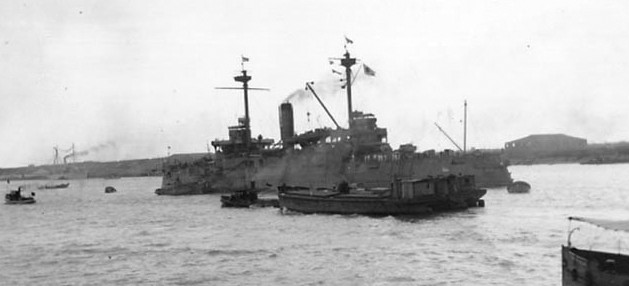
20世纪30年代末上海近海的朝日号

1908年，朝日号与其他日本军舰陪同环游世界的美国“大白舰队”经过日本水域。1908、1910、1911年，朝日号划入第一舰队，1914年转为炮兵训练船，1917年用国产舰炮取代英国舰炮，同年划入第三舰队第五战队。1918年，朝日号划为第五战队旗舰，参与干涉俄国内战，护送日本军人前往俄羅斯遠東地區，1918年1至8月还是堪察加半島的警戒舰。1921年9月1日，朝日号划为一级岸防舰，第二年开始因《华盛顿海军条约》限制解除武装。1923年4月1日，朝日号划入训练和潛水母艦，同年七月解除武装完成。去掉装甲和舰炮后该舰排水量降至11625吨，最高航速限制在12节。
日本海军决定把朝日号改造成潜艇打捞舰，1925年2至8月的初期改造用于安装专用打捞设备。1926至1927年10月，朝日号在吴海军工厂把25台贝尔维尔锅炉换成四台舰本式锅炉，两个烟囱也移除一座，第二期改造时新增两个大型起重架。此后该舰曾用前德国海军U-125号潜艇演习救援。1928年5月，朝日号艏楼配上19米的压缩空气飞机弹射器起飞一五式水上飛機，但因屡发事故换成火药驱动的飞机弹射器。经过1928年的测试，朝日号划入预备役。
七七事变拉开中国抗日战争序幕后，日本海军1937年8月16日将朝日号划为修理舰，同年11月继续服役，用于运兵到杭州湾两栖登陆。随后朝日号在吳市改造成修理舰，1938年12月18日完成。12月29日抵达上海后，朝日号前后装上木制假主炮，伪装成老式战列舰。1939年5月她又改装成鱼雷补给舰，5月29日至第二年11月7日负责巡逻。1940年11月15日，朝日号抵达法屬印度支那的金兰湾，11月19日至1941年12月7日又从吴市把第11特别根据地队运到金兰湾。
朝日号1942年3月13日开始进驻新加坡，同年四月维修在圣诞岛近海被美军海狼号潜艇（USS Seawolf）魚雷命中的那珂号輕巡洋艦。5月22日，朝日号在第9号（CH-9）驱潜艇护航下离开新加坡前往吴市，但25日深夜到26日凌晨在印度支那帕达兰角（Cape Padaran）东南约160公里海域被美军鲑鱼号潜艇（USS Salmon）发现。鲑鱼号发射的四枚鱼雷有两枚分别命中左舷中央锅炉室和舰尾，朝日号很快就在1点03分沉没。舰上16人阵亡，所幸舰长和另外582名官兵获第9号救援。

## 脚注
1. ↑  Evans & Peattie, pp. 15, 57–60
2. ↑  Brook, p. 125
3. 1 2 3 4 5 6 7 8  Lengerer 2008, p. 30
4. 1 2 3 4 5 6 7 8  Hackett & Kingsepp
5. 1 2  Preston, p. 189
6. 1 2 3 4 5 6  Jentschura, Jung & Mickel, p. 18
7. ↑  Lengerer 2009, pp. 26, 52
8. ↑  Lengerer 2008, pp. 22, 24, 26
9. 1 2 3  Lengerer 2008, p. 27
10. ↑  Lengerer 2009, p. 50
11. ↑  Brook, p. 126
12. ↑  Lengerer 2009, p. 26
13. ↑  Friedman, pp. 270–271
14. ↑  Friedman, pp. 275–76
15. ↑  Chesneau & Kolesnik, p. 222
16. ↑  Friedman, p. 114
17. ↑  Lengerer 2009, p. 28
18. ↑  Friedman, pp. 118–19
19. 1 2  Campbell, p. 47
20. ↑  Lengerer 2009, p. 25
21. ↑  Forczyk, p. 28
22. ↑  Silverstone, p. 326
23. ↑  Forczyk, pp. 24, 41–44
24. ↑  Forczyk, pp. 45–46
25. ↑  Forczyk, pp. 48–53
26. ↑  Campbell, pp. 128–35, 260, 262
27. ↑  IJN Records，第105頁.
28. ↑  Warner & Warner, p. 519
29. ↑  Head, p. 58
30. ↑  Hackett, Sander & Cundall